# Le Theil, Orne

Le Theil este o comună în departamentul Orne, Franța. În 1 ianuarie 2018 avea o populație de 1.674 de locuitori.